# Sarcophrynium bisubulatum
Sarcophrynium bisubulatum är en strimbladsväxtart som först beskrevs av Karl Moritz Schumann, och fick sitt nu gällande namn av Karl Moritz Schumann. Sarcophrynium bisubulatum ingår i släktet Sarcophrynium och familjen strimbladsväxter.
Artens utbredningsområde är Kongo-Kinshasa. Inga underarter finns listade.